# Kanton Montauban-1
Kanton Montauban-1 (francouzsky Canton de Montauban-1) je francouzský kanton v departementu Tarn-et-Garonne v regionu Midi-Pyrénées. Tvoří ho tři obce.

## Obce kantonu
- Lamothe-Capdeville
- Montauban (část)
- Villemade